# Sympetalandra densiflora
Sympetalandra densiflora är en ärtväxtart som först beskrevs av Adolph Daniel Edward Elmer, och fick sitt nu gällande namn av Cornelis Gijsbert Gerrit Jan van Steenis. Sympetalandra densiflora ingår i släktet Sympetalandra och familjen ärtväxter. Inga underarter finns listade i Catalogue of Life.